# Okko Herlyn

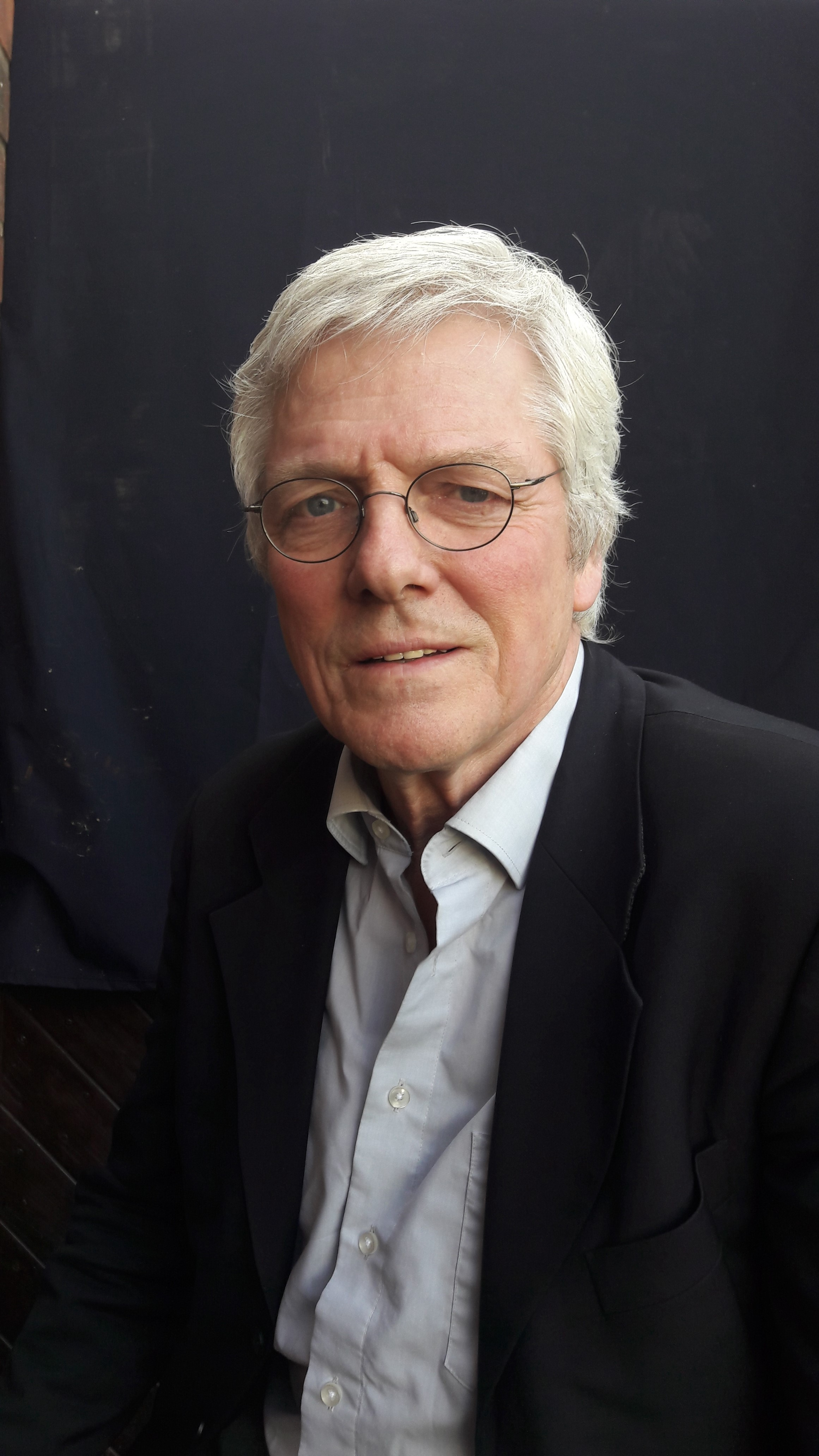
Okko Herlyn 2017

Okko Herlyn (* 27. August 1946 in Göttingen) ist ein deutscher evangelisch-reformierter Theologe, Hochschullehrer und literarischer Kleinkünstler sowie ein Liedermacher im Bereich Neues Geistliches Lied.

## Wissenschaftliche Laufbahn
Herlyn studierte von 1966 bis 1972 Evangelische Theologie in Wuppertal, Göttingen, Zürich und Tübingen. Von 1972 bis 1974 arbeitete er als Assistent an der Kirchlichen Hochschule Wuppertal bei Professor Eberhard Jüngel und machte sein Vikariat in Schöller. Nach seiner Promotion in Tübingen war er von 1977 bis 1994 Gemeindepfarrer in Duisburg-Wanheim.
Seit 1991 fungierte er als Lehrbeauftragter an der Evangelischen Fachhochschule Rheinland-Westfalen-Lippe in Bochum, wo er 1994 zum Professor für Ethik, Anthropologie und Theologie berufen wurde. Nach seiner Habilitation 1996 wirkte er zudem als Privatdozent für praktische Theologie an der Evangelisch-Theologischen Fakultät der Ruhr-Universität Bochum. Seit 2011 lebt er im Ruhestand.

## Der literarische Kleinkünstler
Okko Herlyn ist seit über 20 Jahren auch als literarischer Kleinkünstler und Kabarettist im gesamten deutschsprachigen Raum unterwegs.

## Auszeichnungen
- 1997: niederrheinischer Literaturpreis „Dormagener Federkiel“
- 2000: 1. Preis DGB und Kirchen-Wettbewerb „Ein Lied verbindet“
- 2011: 2. Preis der Evangelischen Kirche im Rheinland beim Tauflieder-Wettbewerb
- 2012: NRW-Preis „Kultur prägt!“ für das Kindermusical „Die goldene Wasserschale“ (Text und Musik)
- 2018: Sexauer Gemeindepreis für Theologie für das Buch „Was ist eigentlich evangelisch?“[1]

## Veröffentlichungen
Fachbücher
- Religion oder Gebet. Karl Barths Bedeutung für ein „religionsloses Christentum“, Neukirchener Verlag, Neukirchen-Vluyn 1979, ISBN 3-7887-0557-4.
- „Singen unter den Zweigen“. Erwägungen zu einem theologisch verantworteten Umgang mit neuen und alten geistlichen Liedern, Theologischer Verlag, Zürich 1985, ISBN 3-290-17131-0.
- Theologie der Gottesdienstgestaltung. 2. Auflage. Neukirchener Verlag, Neukirchen-Vluyn 1992, ISBN 3-7887-1274-0.
- Beten. Welchen Sinn hat es, mit Gott zu reden? Wuppertal / Zürich 1990, ISBN 3-417-20451-8.
- Notwendige Zwischentöne. Zur Geschichte, Eigenart und Funktion des „neuen geistlichen Liedes“. Waltrop 1995, ISBN 3-927718-62-9.
- Sache der Gemeinde. Studien zu einer Praktischen Theologie des „allgemeinen Priestertums“. Neukirchen-Vluyn 1997, ISBN 3-7887-1629-0.
- Weil da noch etwas aussteht. Widersprechende Predigten. (Geleitwort Manfred Kock). Bielefeld 2003, ISBN 978-3-7858-0476-6.
- Kirche in Zeiten des Marktes. Ein Störversuch. zusammen mit Hans-Peter Lauer, Neukirchen-Vluyn 2004, ISBN 978-3-7887-2053-7.
- Sein Wort ein Feuer. Unverblümte Predigten. Bielefeld 2011, ISBN 978-3-7858-0599-2.
- Was nützt es dir? Kleine Einführung in den Heidelberger Katechismus. Neukirchen-Vluyn 2013, ISBN 978-3-7615-6027-3.
- Was ist eigentlich evangelisch? Eine Orientierung. Neukirchen-Vluyn 2015, ISBN 978-3-7615-6241-3.
- Das Vaterunser. Verstehen, was wir beten. Neukirchen-Vluyn 2017, ISBN 978-3-7615-6446-2.
- Die Zehn Gebote. Verstehen, was wir tun können. Neukirchen-Vluyn 2019, ISBN 978-3-7615-6645-9.

Belletristik
- Blues in grün. Wortlaut vom Niederrhein und anderswoher. 2. Auflage. Gilles und Francke, Duisburg 2000, ISBN 3-925348-28-X.
- Niederrheinische Gottheit mit zwei Buchstaben. 2. Auflage. Gilles und Francke, Duisburg 1997, ISBN 3-925348-42-5.
- Wie sollet sein? Näheres vom Niederrhein und anderswoher. Mercator-Verlag, Duisburg 2012, ISBN 978-3-87463-516-5.
- Hoffnungslos heimatlich. Vom Niederrhein und anderen Handgreiflichkeiten. Duisburg 2001, ISBN 3-87463-324-1.
- Hier stehe ich, ich kann auch anders. Luther unkorrekt. Mercator-Verlag, Duisburg 2017, ISBN 978-3-946895-04-6.
- ein lächeln. eine angst. (Hrsg.) Auswahl aus den poetischen Texten von Hans-Joachim Barkenings, Mercator-Verlag, Duisburg 2018, ISBN 978-3-496-89520-6.

CDs
- Lass mich lügen. Songs & Kabarett. Düsseldorf 2003, ISBN 3-927563-22-6.
- Mein wundersamer Adventskalender. Düsseldorf 2006, ISBN 978-3-927563-33-9.
- Kopf trifft Weide. Näheres vom Niederrhein. Düsseldorf 2009, ISBN 978-3-927563-53-7.
- Hier stehe ich, ich kann auch anders. Luther unkorrekt. Düsseldorf 2009, ISBN 978-3-927563-54-4.
- Mein Gott! Psalmen und Musik (zusammen mit Nikolaus Schneider, Steffi Neu und Andreas Enthöfer), Düsseldorf 2013, ISBN 978-3-927563-65-0.

Kirchenlied
- Ich sage Ja zu dem, der mich erschuf, Text und Melodie: Okko Herlyn, im Evangelischen Gesangbuch Wo wir dich loben, wachsen neue Lieder - plus, Nr. 158[2]